# Ямаха Мотър Къмпани
Ямаха Мотър Къмпани (на английски: Yamaha Motor Company Limited; на японски: ヤマハ発動機株式会社) е японски производител на двигатели и мотоциклети.
Първоначално е част от Ямаха Корпорейшън, която в определен момент става най-голямата компания в света за производство на пиана, но на 1 юли 1955 година собственика на компанията – Ямоцуко Кавазаки, който по-късно става председател на „Кавазаки“. Решава да раздели това производство, и развие мотоциклетното направление на компанията, създавайки Ямаха Мотър Къмпани.
Компанията произвежда и друга моторизирирана техника: всъдеходи, лодки, снегомобили, извънбордови двигатели, и катери.

## Мотоциклетни състезания
Мотоциклети на компанията участват в почти всички моторни спортове, печелейки многократно титли в различни класове. мотоциклети Ямаха участват многократно и в състезанията Париж-Дакар.
Мотоциклети Ямаха са управлявани от шампиони като Валентино Роси, Джони Чекото, Уейн Рейни, Кени Робъртс и др.

## Формула 1
От 1989 до 1997, компанията произвежда двигатели за болиди от Формула 1, като е доставчик за тимовете на Тирел, Ероуз и Закспийд. Този двигател няма нито една победа, но Деймън Хил, Марк Блъндел и Андреа де Чезарис имат някои добри класирания с болиди, задвижвани от агрегати на тази компания.
10 цилиндровият двигател от средата на 90-те години е първият, който тежи под 100 килограма.

## Някои машини на компанията

### Мотоциклети
- Виж: Списък на моделите мотоциклети Ямаха

### Мотопеди
- Yamaha PAS (с никел-метал хибридна батерия)
- PAS Lithium (с литиево йонна батерия)
- PAS Business (Ni-Cd батерия)
- Yamaha YQ50 Aerox R
- Yamaha Boxer
- Yamaha Champ
- Yamaha Champ CX
- Yamaha Jog
- Yamaha Jog R
- Yamaha Jog Aprio
- Yamaha ZX Super Jog
- Yamaha Neo's
- Yamaha BW'S
- Yamaha Morphous
- Yamaha XF50X (C3/Vox/Giggle)
- Yamaha FS1 (Yamaha FS1E)
- Yamaha Lagenda
- Yamaha DT50
- Yamaha TZR
- Yamaha QT50

### Голф колички
- Yamaha G1

### Джетове
- Yamaha WaveRunner

## Инвалидни колички
- JW Active
- JW-IB
- JWX-1
- JW-II
- JW-I

## АТВ
- BW80 / 200 / 350
- YFZ450
- Raptor 80 / 250 / 350 / 660 / 700R
- Blaster 200
- Yamaha Timberwolf 250
- Banshee 350
- Warrior 350
- Bruin 350
- Kodiak 400 / 450
- Grizzly 80 / 125 / 350 / 400 / 450 / 550 / 600 / 660 / 700
- Big Bear 400
- Wolverine 350 / 450
- Tri-Z 250

## Снегопочистващи машини
- YT-600E
- YT-600ED
- YT-660EDJ
- YS-870
- YS-870J
- YS-1070
- YT-1080ED
- YT-1080EX
- YT-1290EX
- YT-1290EXR
- YS-1390A
- YS-1390AR
- YAMAHA-R15

### Извънбордови двигатели
- 4 цилинрови серии
- 4 цилинрови серии за джетове
- 2 цилинрови V6 двигатели
- 2 цилиндрови преносими двигатели
- Пълен списък Архив на оригинала от 2010-10-25 в Wayback Machine.

### Двигатели за картинг

#### Двуцилиндрови
- KT100SD
- KT100SC
- KT100SEC
- KT100SP
- KT100J
- KT100AX
- KT100A2

### Други двигатели
Ямаха Мотърс произвежда също така и двигатели, които се използват от други компании. Най-известният от тях е двигателят Ford – Yamaha V6 и V8 SHO, използван във Форд Таурус.
Волво XC90 използва по-голямата версия на двигател Yamaha V-8.
Ямаха разработва двигатели и за автомобилната компания Тойота, но логото на компанията може да се види още в колите на Понтиак и Лотус.
За кратко си партнира в разработки с компанията Нисан.